# Manessetunnel
Der Manessetunnel verbindet die Bahnhöfe Zürich Wiedikon und Giesshübel. Er dient dem Anschluss des Netzes der Sihltal-Zürich-Uetliberg-Bahn an die linksufrige Zürichseebahn.
Der Tunnel wird für Güterzüge, gelegentliche Extrazüge, insbesondere der Zürcher Museumsbahn, und die Überführung von Rollmaterial verwendet. Fahrplanmässige Verbindungen für den Personenverkehr existieren nicht.

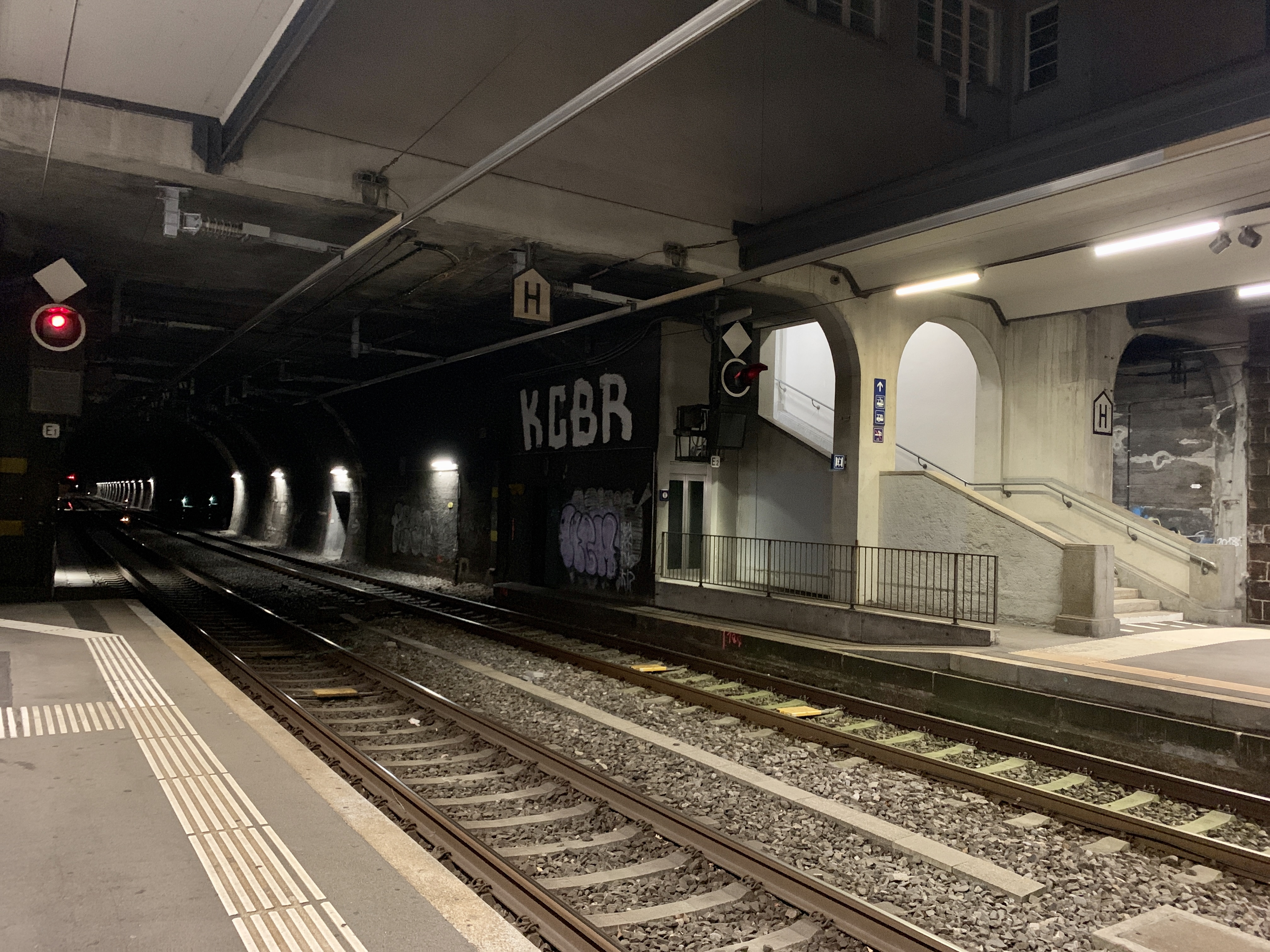
Portal des Ulmbergtunnels im Bahnhof Zürich Wiedikon und des Manessetunnels rechts der Treppe (2019)

Das rund einen Kilometer lange Verbindungsgleis zweigt unmittelbar nach dem Bahnhof Zürich Wiedikon im Ulmbergtunnel von der Seebahnstrecke ab. Der 520 Meter lange Tunnel endet unterhalb der Sihlhochstrasse. Danach überquert das Gleis die Manesse-Strasse und endet im Bahnhof Giesshübel.
Gebaut wurde der Tunnel im Rahmen der Tieflegung der Seebahn zwischen dem Zürcher Hauptbahnhof und dem Bahnhof Wollishofen im Jahr 1927. 1971 wurde über dem südlichen Tunnel-Ende die Auffahrt zur Sihlhochstrasse erbaut. Der Name leitet sich ab von der Manesse-Strasse, die der Tunnel unterquert, respektive vom nahe am Südportal gelegenen Manesseplatz und geht auf die Zürcher Patrizierfamilie Manesse zurück.
Im Sommer 2019 wurde die Strecke aufgrund von Bauarbeiten zwischen dem Hauptbahnhof und Selnau erstmals in der Geschichte ihres Bestehens vorübergehend fahrplanmässig für den Personenverkehr genutzt.